# املی مورگان
املی مورگان (انگلیسی: Amelie Morgan؛ زادهٔ ۳۱ مهٔ ۲۰۰۳) ژیمناست هنری زن اهل بریتانیا است.